# Windturbine Siemens Zoetermeer
De Windturbine Siemens Zoetermeer stond langs de A12 op het bedrijfsterrein van Siemens in Zoetermeer en werd op 30 november 2000 door milieuminister Jan Pronk in gebruik gesteld. Het was toen met een ashoogte van 85 meter de hoogste windturbine van Nederland. Het vermogen van 1,5 MW werd gehaald vanaf een windsnelheid van 13 m/s. Bij te hoge windsnelheden kon het vermogen worden geregeld door de hoek van de rotorbladen te veranderen, zodat de rotatie-snelheid werd aangepast. De rotor werd bij deze molen dus niet uit de wind gedraaid. De rotorbladen hadden een diameter van 70 meter waarmee het hoogste punt op 120 meter boven het maaiveld kwam.
De opgewekte energie werd gebruikt om een deel van de vraag van het Siemens kantoor zelf te leveren. Twee keer per jaar werd de windmolen enkele uren stil gezet voor onderhoud, waardoor een beschikbaarheid van 99% werd gehaald. Het rendement was ruim 40%. Anno 2008 hadden de grootste prototypes een rotor van 115 meter en leverden ze 4,5 MW.
Er werd gebruikgemaakt van een dubbelgevoede asynchroon generator met frequentieomvormer in de rotorvoeding, die een 3-fase spanning van 590 volt en ongeveer 50 Hz leverde. Hierbij werd de stator direct aan het net gekoppeld, waarbij de koppeling met de rotor gebeurde via vermogenselektronica en sleepringen. Het merendeel van het vermogen werd zo direct in het net gevoed. Het variabele toerental van de generator werd bereikt door middel van een variabele, elektronisch geregelde slip. De slip is een functie van de bekrachtigingstroom in de rotor. Er kon een slip tot 30% gerealiseerd worden. In het transformatorhuis aan de voet van de molen, werd er via een wissel-gelijk-wisselrichter net 50 Hz van gemaakt en werd het spanningsniveau met behulp van een transformator gebracht naar 10.000 volt.
Op een hoogte van ruim 80 meter bevond zich een uitzichtkoepel. Omdat er geen lift in de molen zat, moest er geklommen worden via een wenteltrap van 377 treden.
Initiatiefnemers voor het project waren Zoeterwind B.V. en Siemens Nederland, de laatste was verantwoordelijk voor de realisatie van het project en zorgde voor de levering van de windturbine, transformatoren en de elektrotechnische infrastructuur.
In oktober 2014 werd de molen ontmanteld. De molen was aan het einde van haar technische levensduur en is duurzaam gesloopt: het staal werd gerecycled en onderdelen werden hergebruikt in andere molens.